# Esporte Clube Cruzeiro
El Esporte Clube Cruzeiro es un club brasileño de fútbol del estado de Río Grande del Sur, ubicado en la ciudad de Cachoeirinha. Actualmente, el club juega la tercera división del Campeonato Gaúcho, tras descender de la segunda división estatal en 2022. Fue el primer club gaúcho a estar en Europa. Ya ganó también el Campeonato Gaúcho, en 1929.

## Entrenadores
Captains
- Aristides Prado (1916-1920)[4][5][6]
- José M. Quintana (1926-1927)[7]

Ground Committee
- José Belobou, José Lunardi y M. Mayer (1928-?)[8]

Directores técnicos
- João Henrique de G. Monteiro (diciembre de 1935–?)[9]
- Emérico Hirschl (?–junio de 1946)[10]
- Telêmaco Frazão de Lima (junio de 1946–?)[10]
- Ary Lund (?–~junio de 1949)[11]
- Sargento Tributini (julio de 1949–?)[12]
- Aparício (marzo de 1955–?)[13]
- Alno Ferrari (enero de 1956–?)[14]
- Joní Alves (marzo de 1956–?)[15]
- Carlos Froner (enero de 1960–?)[16]
- Selviro Rodrigues (marzo de 1961–octubre de 1961)[17][18]
- José Carlos Pinheiro Machado, Joaquim Osório e Rubens Hoffmeister (interino- octubre de 1961-?)[18][19][20]
- Aparício Viana e Silva (octubre de 1961-noviembre de 1961)[20][21]
- Foguinho (noviembre de 1961–abril de 1965)[21][22][23]
- Jorge Thomaz (interino- abril de 1965–?)[23]
- Luis Antonio Zaluar (julio de 2015–febrero de 2016)[24][25]
- Ben Hur Pereira (febrero de 2016–?)[26]
- Claiton (junio de 2017–octubre de 2017)[27][28]
- Ben Hur Pereira (octubre de 2017–?)[29]
- Claiton (julio de 2018–?)[30]
- Luis Carlos Steimer (febrero de 2022–presente)[2]

## Presidentes
- Annibal di Primio Beck (1913–?)[31]
- Victor Rodrigues (1916–1922)[32][5][6][33]
- Mario Totta (1922–?)[34]
- Cicero Soares (192?–?)[35]
- João Baptista Schmitt (1926–1927)[7]
- Arthur Pereira de Castilhos (1928–1929)[36][8]
- Cicero Soares (1935–?)[9]
- Gerson Finkler Dias (2021–)[1]

## Palmarés
- Campeonato Gaúcho (1): 1929.
- Segunda División del Campeonato Gaúcho (1): 2010.
- Torneo de Pascua en Alemania (1): 1960.